# Palutrus scapulopunctatus
Palutrus scapulopunctatus is een straalvinnige vissensoort uit de familie van grondels (Gobiidae). De wetenschappelijke naam van de soort is voor het eerst geldig gepubliceerd in 1912 door de Beaufort.